# 부천부곡중학교
부천부곡중학교(富川富谷中學校)는 대한민국 경기도 부천시 원미구 중동에 있는 공립 중학교이다.

## 학교 연혁
- 1991년 1월 22일 : 부천부곡중학교 설립인가
- 1991년 3월 1일 : 초대 김천겸 교장 취임
- 1991년 3월 6일 : 신입생 입학식(749명 15학급)
- 1994년 2월 15일 : 제1회 졸업 15학급 717명
- 2024년 1월 5일 : 제31회 졸업(5학급 136명, 졸업생 총 12,796명)
- 2024년 3월 4일 : 신입생 입학식(5학급 140명)

## 참고 자료
- 부천부곡중학교 - 한국교육학술정보원 학교알리미